# Manhunt International
Manhunt International, världens största skönhetstävling för män. Har varit inställd flera gånger de senaste[när?] åren på grund av SARS i Sydostasien, där tävlingen äger rum.

## Vinnare
| År   | Tidigare vinnare         | Land          | Värdland               |
| ---- | ------------------------ | ------------- | ---------------------- |
| 1993 | Thomas Sasse             | Tyskland      | Gold Coast, Australien |
| 1994 | Nikos Papadakis          | Grekland      | Gold Coast, Australien |
| 1995 | Albe Geldenhuys          | Sydafrika     | Singapore              |
| 1997 | Jason Erceg              | Nya Zeeland   | Singapore              |
| 1998 | Peter Eriksen            | Sverige       | Gold Coast, Australien |
| 1999 | Ernesto Calzadilla       | Venezuela     | Manila, Filippinerna   |
| 2000 | Brett Wilson             | Australien    | Singapore              |
| 2001 | Rajeev Singh             | Indien        | Beijing, Kina          |
| 2002 | Fabrice Wattez           | Frankrike     | Shanghai, Kina         |
| 2005 | Tolgahan Sayisman        | Turkiet       | Busan, Sydkorea        |
| 2006 | Jaime Augusto Mayol      | USA           | Jinjiang, Kina         |
| 2007 | Jeffrey Zheng            | Kina          | Seoul, Korea           |
| 2008 | Abdelmoumen El Maghraouy | Marocko       | Seoul, Korea           |
| 2010 | Peter Meňky              | Slovakiaen    | Taichung, Taiwan       |
| 2011 | Chen Jiang Feng          | Kina          | Seoul, Korea           |
| 2012 | June Macasaet            | Filippinerna  | Bangkok, Thailand      |
| 2016 | Patrik Sjöö              | Sweden        | Shanghai, Kina         |
| 2017 | Trương Ngọc Tình         | Vietnam       | Bangkok, Thailand      |
| 2018 | Vicent Llorach González  | Spanien       | Gold Coast, Australien |
| 2020 | Paul Luzineau            | Nederländerna | Manila, Filippinerna   |
| 2022 | Lochie Carey             | Australien    | Manila, Filippinerna   |
| 2024 | Kevin Dasom              | Thailand      | Ayutthaya, Thailand    |